# Бент Гоє
Бент Гоє (норв. Bent Høie) — норвезький політик, член партії Хейре, міністр охорони здоров'я з 2016 року. Вперше був браний до норвезького парламенту у 2001 році.
Гоє народився в Рандаберзі. Він вивчав право у Бергенському університеті в 1991 році, а також відвідував Норвезьку школу управління готелем з 1991 по 1993 роки.
У березні 2016 року Генеральний секретар Організації Об'єднаних Націй Пан Гі Мун призначив Бента Гоє членом Комісії високого рівня з питань зайнятості та економічного зростання в галузі охорони здоров'я, яку спільно очолювали президент Франції Франсуа Олланд та Джейкоб Зума з Південної Африки.

## Учасник комітетів парламенту
- 2005—2009: Член Постійної комісії з питань місцевого самоврядування та державного управління.

- 2001—2005: Член Постійного комітету з питань охорони здоров'я та соціальних питань.

- 2000—2001: Член Постійної комісії з енергетики та навколишнього середовища

## Делегації
- 2001 — заступник члена Норвезької делегації в Парламентській асамблеї Ради Європи.

## Місцевий уряд
- 2000-, 1991—1999: член ради округу Ругалан

- 1999—2003: Член міської ради Ставангеру

- 1999—2000: член виконавчого ради округу Ругалан

- 1991—1995: Член міської ради Рендаберга

## Особисте життя
Гоє відкритий гей і одружений на Дей Тер'є Солвангу. Вони уклали партнерство в 2000 році, а через рік одружилися. 4 жовтня 2022 року Гоє оголосив, що вони з Солвангом розлучилися.
Пізніше він вступив у стосунки з Арілдом Фольстадом. Вони заручилися в жовтні 2024 року.